# Конгрес
Конгресите са официални срещи на представители на различни държави, съставни държави, организации, синдикати, политически партии или други групи.  Терминът произхожда от късния среден английски, за да обозначи среща (среща на противници) по време на битка, от латинското congressus . 

## Политически конгрес

### Международните отношения
Следните конгреси са официални срещи на представители на различни нации:
- Конгресът на Екс ла Шапел (1668 г.), който сложи край на Войната за деволюция
- Конгресът на Екс-ла-Шапел (1748 г.), който сложи край на Войната за австрийското наследство
- Конгресът на Екс ла Шапел (1818 г.)
- Берлинският конгрес (1878 г.), който решава източния въпрос след Руско-турската война (1877 – 1878 г.)
- Конгресът в Гнезно (1000 г.)
- Конгресът на Лайбах (1821 г.)
- Конгресът на Панама, среща от 1826 г., организирана от Симон Боливар .
- Парижкият конгрес (1856 г.), който сложи край на Кримската война
- Конгресът в Тропау (1820 г.)
- Конгресът на Тукуман (1816 г.)
- Утрехтският конгрес (1712 – 1713 г.)
- Конгресът във Верона (1822 г.)
- Виенският конгрес (1814 – 1815 г.), който определя формата на Европа след Наполеоновите войни
- Конгресът на Съвета на Европа .

### Законодателни органи

#### Президентскаиполупрезидентска системи
В средата на 1770-те, за да се подчертае статута на всеки един система като самоуправляващ се субект, терминът е избран в британските колонии, които се превръщат в Съединените американски щати. Оттогава терминът е приет от много нации за обозначаване на техните законодателни органи .
- Конгресът на Съединените щати е двукамарният законодателен орган на федералното правителство на Съединените щати.
  - Континенталният конгрес (1774 – 1781) е конвенция на делегати от тринадесетте колонии, които се превърщат в Конгрес на Конфедерацията (1781 – 1789), законодателен орган на Съединените щати съгласно устава на Конфедерацията .
  - Конгресът на Конфедеративните щати от 1861 – 1865 г., по време на Гражданската война в САЩ.
- Конгресът на Гватемала (на испански: Congreso de la República ) е еднокамарният законодателен орган на Гватемала .
- Националният конгрес на Хондурас (на испански: Congreso nacional ) е законодателната власт на правителството на Хондурас .
- Конгресът на Мексико ( Spanish ) е законодателната власт на мексиканското правителство.
- Конгресът на Парагвай е двукамарният законодателен орган на Парагвай .
- Конгресът на аржентинската нация (на испански: Congreso de la Nación Argentina ) е законодателният клон на правителството на Аржентина .
- Конгресът на Доминиканската република е двукамарният законодателен орган на Доминиканската република .
- В национален конгрес Палау ( палауан : Olbiil ера Kelulau) е двукамарен законодателната власт на Република Палау .
- Конгресът на Федеративните щати на Микронезия е еднокамарният законодателен орган на Федеративните щати на Микронезия .
- Конгресът на Филипините ( филипински : Kongreso ng Pilipinas ) е законодателната власт на филипинското правителство.
- Конгресът на Република Перу (на испански: Congreso de la República ) е еднокамарният законодателен орган на Перу .
- Конгресът на Колумбия (на испански: Congreso de la República ) е двукамарният законодателен орган на Колумбия .
- Националният конгрес на Боливия е бил националният законодателен орган на Боливия, преди да бъде заменен от Многонационалното законодателно събрание .
- Националният конгрес на Бразилия (на Portuguese ) е двукамарният законодателен орган на Бразилия.
- Националният конгрес на Чили (на испански: Congreso Nacional ) е законодателната власт на правителството на Чили .
- Националният конгрес на Еквадор беше еднокамарният законодателен орган на Еквадор, преди да бъде заменен от Националното събрание .
- Франция:
  - Конгресът на френския парламент има предвид конкретно, когато и двете камари на френския законодателен орган заседават заедно като един орган, обикновено във Версайския дворец, за да гласуват промени в Конституцията, да изслушат обръщение на президента на Френската република и, в миналото, за да се избере президент на републиката
  - Конгресът на Нова Каледония е националният законодателен орган при полупрезидентската система на автономната общност.

#### Непрезидентски системи
- Испанският конгрес на депутатите (на испански: Congreso de los Diputados ) е долната камара на Cortes Generales, законодателната власт на Испания.
- Националният конгрес на Белгия е временно законодателно събрание през 1830 г., което създава конституция на новата държава .
- Законодателният орган на Китайската народна република е известен на английски като Националния народен конгрес .
- Конгресът на народните депутати на Съветския съюз беше законодателната власт и номиналната върховна институция на държавната власт в Съветския съюз .
  - Конгресът на народните депутати на Русия е създаден по модела на Съветския съюз и съществува през 1990 – 1993 г.
- Конгресът на Куба е двукамарният законодателен орган на Куба от 1902 – 1959 г.

### Парти
Много политически партии имат партиен конгрес на всеки няколко години, за да вземат решения за партията и да избират ръководните си органи, докато други го наричат партиен конгрес. Конгресът е включен в името на няколко политически партии, особено тези в бившите британски колонии:
- Гвиана
  - Народен национален конгрес
- Индия
  - Индийски национален конгрес [3]
  - Конгресът на цял Индия Тринамол
  - Конгрес на Керала
  - Партия на националистическия конгрес
  - Конгрес на Тамил Маанила
  - Конгресът на YSR
  - Конгрес на BSR
  - Конгрес на цялата Индия NR
- Лесото
  - Конгресна партия Басото
  - Конгрес за демокрация на Лесото
  - Народен конгрес на Лесото
- Малави
  - Конгресна партия на Малави
- Малайзия
  - Малайзийски индийски конгрес
- Намибия
  - Конгрес на демократите
- Пакистан
  - Народен революционен конгрес в Пакистан
- Судан
  - Национален конгрес (Судан)
- Фиджи
  - Национален конгрес на Фиджи
- Канарски острови
  - Национален конгрес на Канарите
- Непал
  - Непалски конгрес
- Сиера Леоне
  - Всички народен конгрес
- Южна Африка
  - Африкански национален конгрес
  - Конгрес на народа
  - Панафрикански конгрес
- Шри Ланка
  - Цял цейлонски тамилски конгрес
  - Мюсюлмански конгрес на Шри Ланка
- Свазиленд
  - Национален освободителен конгрес на Нгване
- Тринидад и Тобаго
  - Обединен национален конгрес
- Уганда
  - Народен конгрес на Уганда
- Иракски национален конгрес

### Политически организации
- Национален конгрес на американските индианци
- Конгрес за расово равенство
- Континентален конгрес 2.0

## Трудови конгреси
- Конгрес на индустриалните организации
- Синдикален конгрес на Филипините
- Конгрес на профсъюзите
- Канадски конгрес на труда

## Религиозни конгреси
Католически конгреси Евхаристийни конгреси 1947 г. Мариански конгрес

## Неполитически конгреси
Конгресът е алтернативно име за голяма национална или международна академична конференция . Например, Световният конгрес по здравеопазване на мъжете Архив на оригинала от 2022-01-08 в Wayback Machine. е годишна среща по медицински въпроси на мъжете.
Организациите в някои от атлетични спортове, като боулинг, исторически са били наричани „конгреси“. Предшествениците на Конгреса по боулинг на Съединените щати (сформиран през 1995 г.) са Американският боулинг конгрес (основан през 1895 г.) и Международният женски конгрес по боулинг (основан през 1927 г.).
Конгресът по шах е шахматен турнир в един град, където голям брой състезатели се събират, за да играят състезателен шах за ограничен период от време; обикновено от един ден до една седмица.